# Гордост и предрасуда (филм из 2005)
Гордост и предрасуда (енгл. Pride & Prejudice) је историјско-љубавно-драмски филм из 2005. године, режисера Џоа Рајта, заснован на истоименом роману Џејн Остин. Филм прати пет сестара из енглеске земљопоседничке породице које се суочавају са питањима брака, морала и заблуда. Кира Најтли тумачи улогу Елизабет Бенет, док Метју Макфадјен игра господина Дарсија, који се заљубљује у њу.
Сценаристкиња Дебора Могач је испрва настојала да сценарио што више приближи роману, пишући из Елизабетине перспективе и задржавајући велики део оригиналног дијалога. Рајт је подржао веће одступање од изворног материјала, укључујући промене у динамици унутар породице Бенет. Рајт и Могачова су филм сместили у нешто ранији историјски период и избегли приказ „савршено чистог света регентског доба”, представивши уместо тога „верзију са блатњавим рубовима” тог времена. Филм је током једанаест недеља сниман на локацијама у Енглеској. Рајт је имао тешкоћа око одабира глумаца због ранијих интерпретација појединих ликова. Филмска екипа је морала да усклади оно што је сматрала најбољим избором за сваку улогу са жељом студија за познатим глумцима. Најтлијева је била позната делом због улоге у филмском серијалу Пирати са Кариба, док Макфадјен није имао међународну славу.
Снимљен у продукцији студија Working Title Films у сарадњи са StudioCanal-ом, филм је објављен 16. септембра 2005. у Уједињеном Краљевству, односно 11. новембра у Сједињеним Америчким Државама. Теме филма истичу реализам, романтизам и породицу. Био је усмерен према млађој, широј публици; промотивни материјали су истицали да долази од продуцената романтичне комедије Дневник Бриџет Џоунс (2001), пре него што би га навели као адаптацију романа Џејн Остин. Стручњаци за Џејн Остин сматрали су да је Рајтово остварење створило нови хибридни жанр спајањем традиционалних обележја „херитиџ” филма са „техникама снимања намењеним младима”.
Филм је био успешан на биоскопским благајнама, зарадивши 127,7 милиона долара широм света уз буџет од 28 милиона долара. Наишао је на позитивне рецензије критичара, уз посебне похвале за глуму Кире Најтли. Био је номинован у четири категорије на 78. додели Оскара, укључујући ону за најбољу главну глумицу за тада двадесетогодишњу Киру Најтли, али није победио ни у једној. Филм је освојио друге награде, укључујући награду БАФТА за изузетан деби британског сценаристе, редитеља или продуцента за Рајта.

## Радња
Крајем 18. века, господин и госпођа Бенет и њихове ћерке – Џејн, Елизабет, Мери, Кити и Лидија – живе у Лонгборну, свом имању у руралној Енглеској. Госпођа Бенет, која жели да осигура прикладне бракове за своје ћерке, одушевљена је када се богати нежења Чарлс Бингли досели у оближњи Нетерфилд Хол.
На балу, Бингли, његова сестра Керолајн и његов пријатељ господин Дарси упознају локалну заједницу. Бингли и Џејн се одмах допадну једно другом, док Елизабет одмах почиње да осећа антипатију према надменом Дарсију, нарочито кад чује његове презриве коментаре о њој.
Касније, у посети Бинглијевима, Џејн се разболи и мора да остане код њих док се не опорави. Док Елизабет посећује Џејн у Нетерфилду, она се вербално надмеће са надменом Керолајн и резервисаним Дарсијем. Џејн се опоравља, а убрзо након тога рођак господина Бенета, господин Колинс, помпезни свештеник, посећује Бенетове; као најближи мушки рођак, Колинс ће наследити Лонгборн, јер се имање наслеђује по мушкој линији.
Господин Колинс намерава да запроси Џејн, али госпођа Бенет му каже да ће се она ускоро верити и зато предлаже Елизабет, коју Колинс сматра пријатном алтернативом. Сестре Бенет упознају и згодног и шармантног војника, поручника Викама, чији је отац радио за породицу Дарси. Он придобија Елизабетино саосећање причом да му је господин Дарси ускратио заслужено наследство.
На балу у Нетерфилду, Елизабет плеше са Дарсијем, иако је њихов сусрет напет. Следећег дана, Колинс запроси Елизабет, која га одлучно одбија; упркос мајчином бесу, отац подржава њену одлуку.
Елизабет је шокирана када јој блиска пријатељица Шарлот, у страху да остане неудата, саопшти да се верила са господином Колинсом. Бинглијеви се неочекивано враћају у Лондон, а Елизабет наговара Џејн да посети стрица и стрину Гардинере, који живе у Лондону, надајући се да ће се поново срести са Бинглијем.
Месецима касније, Елизабет посећује Шарлот и господина Колинса, који живе поред имања леди Кетрин де Бург у Кенту. Елизабет неочекивано среће Дарсија, нећака леди Кетрин, који је у посети са својим рођаком, пуковником Фицвилијамом. Не знајући да је Џејн заправо Елизабетина сестра, Фицвилијам помене да је Дарси недавно одговрио Бинглија од непромишљене везе са „непримереном” породицом.
Огорчена, Елизабет затим среће Дарсија, који је на њено изненађење проси, изјављујући јој своју велику љубав упркос њеном нижем статусу и породици. Увређена и бесна, она га одбија. Он брани своју одлуку што је раздвојио Џејн и Бинглија, верујући да је Џејн била равнодушна према његовом пријатељу, и критикује повремене друштвене непристојности других Бенетових. Елизабет такође спомиње његово лоше поступање према Викаму.
Љут и сломљеног срца, Дарси касније даје Елизабет писмо у којем открива Викамово право лице: Викам је прокоцкао наследство које му је оставио Дарсијев отац, а затим покушао да заведе Дарсијеву петнаестогодишњу сестру, Џорџијану, како би побегао са њом и приграбио њено богатство.
Елизабет се враћа кући, као и Џејн. Заједно са Гардинерима, Елизабет невољно посећује Пемберли, велико имање Дарсијевих. Тамо неочекивано наилази на Дарсија, који позива њу и Гардинере на вечеру. Дарсијево понашање се значајно ублажило, што импресионира Гардинере, а Џорџијана преноси похвалне приче свог брата о Елизабет.
Хитно писмо од Џејн открива да је Лидија побегла са Викамом. Дарси одлази изненада, а Елизабет се враћа кући, сигурна да га више никада неће видети. Њена мајка страхује да ће Лидијина срамота уништити изгледе осталих сестара за добар брак.
После напетог периода ишчекивања, господин Гардинер шаље вест да су се Лидија и Викам сада венчали, и новопечени младенци се враћају у Лонгборн. Лидија нехотице открива Елизабет да је Дарси био тај који их је пронашао и платио њихово венчање; такође је купио Викаму војни чин.
Бингли и Дарси се враћају у Нетерфилд и посећују Лонгборн. Бингли запроси Џејн, која радосно пристаје. Касно те ноћи, леди Кетрин долази код Елизабет и захтева да се никада не заручи за Дарсија, јер тврди да је Дарси од детињства одређен за њену ћерку, која је слабог здравља. Дубоко увређена, Елизабет јој наређује да оде.
Шетајући рано следећег јутра, Елизабет наилази на Дарсија, који се извињава због изненадног упада своје тетке. Он је поново проси, а Елизабет, чија су се осећања драстично променила, сада прихвата. Она открива оцу истину о Дарсијевим поступцима, а господин Бенет даје свој благослов за њихов брак, одушевљен што је Елизабез пронашла љубав.

## Улоге
| Глумац           | Улога               |
| ---------------- | ------------------- |
| Кира Најтли      | Елизабет Бенет      |
| Матју Макфадјен  | господин Дарси      |
| Бренда Блетин    | госпођа Бенет       |
| Доналд Садерланд | господин Бенет      |
| Розамунд Пајк    | Џејн Бенет          |
| Џена Малон       | Лидија Бенет        |
| Талула Рајли     | Мери Бенет          |
| Кери Малиган     | Кити Бенет          |
| Том Холандер     | Вилијам Колинс      |
| Пенелопи Вилтон  | госпођа Гардинер    |
| Џуди Денч        | леди Кетрин де Бург |
| Сајмон Вудс      | Чарлс Бингли        |
| Темзин Мерчент   | Џорџијана Дарси     |
| Клаудија Блакли  | Шарлот Лукас        |
| Кели Рајли       | Керолајн Бингли     |
| Руперт Френд     | Џорџ Викам          |
| Корнелијус Бут   | пуковник Фицвилијам |
| Питер Рајт       | господин Гардинер   |